# فیصل غرزولی
فیصل غرزولی (انگلیسی: Faycal Gharzouli؛ زادهٔ ۹ ژانویهٔ ۱۹۷۰) بازیکن والیبال اهل الجزایر بود.